# Departamento de Estadísticas de Groenlandia
El Departamento de Estadísticas de Groenlandia (en groenlandés: Kalaallit Nunaanni Naatsorsueqqissaartarfik; en danés: Grønlands Statistik; en inglés: Statistics Greenland) es la agencia del gobierno groenlandés encargada de recoger y compilar datos estadísticos sobre Groenlandia y los groenlandeses. Se ubica en Nuuk, fundado el 19 de julio de 1989.